# فران سميث جونيور
فران سميث جونيور (بالإنجليزية: Fran Smith, Jr.)‏ هو موسيقي أمريكي، ولد في 1952 في فيلادلفيا في الولايات المتحدة.

## وصلات خارجية
- فران سميث جونيور على موقع ميوزك برينز (الإنجليزية)
- فران سميث جونيور على موقع ديسكوغز (الإنجليزية)